# 阿那克萨图斯 (阿布德拉)
阿那克萨图斯（阿布德拉）（英語：Anaxarchus），（前380年—前320年）。哲学家，德谟克利特的追随者，皮朗之师，曾陪伴亚历山大大帝远征亚洲，后被塞浦路斯王子奈克索里昂处死。